# Crossroads Guitar Festival 2019
Albums de Eric Clapton
Happy Xmas
(2018) 2024
(Meanwhile)
Crossroads Guitar Festival 2019 est un album d'Eric Clapton sorti en 20 novembre 2020.

## Titres de l’album
1. Introduction
2. Native Stepson – Sonny Landreth
3. Wonderful Tonight – Eric Clapton, Andy Fairweather Low
4. Lay Down Sally – Eric Clapton, Andy Fairweather Low
5. Million Miles – Bonnie Raitt, Keb’ Mo’, Alan Darby
6. Son's Gonna Rise – Citizen Cope, Gary Clark Jr.
7. Lait / De Ushuaia A La Quiaca – Gustavo Santaolalla
8. I Wanna Be Your Dog – Doyle Bramhall II, Susan Tedeschi, Derek Trucks
9. That's How Strong My Love Is – Doyle Bramhall II, Susan Tedeschi, Derek Trucks
10. Lift Off – Tom Misch
11. Cognac – Buddy Guy, Jonny Lang
12. Everything Is Broken – Sheryl Crow, Bonnie Raitt
13. Every Day Is a Winding Road – Sheryl Crow, James Bay
14. Retrato – Daniel Santiago, Pedro Martins
15. B-Side – Kurt Rosenwinkel, Pedro Martins
16. Baby, Please Come Home – Jimmie Vaughan, Bonnie Raitt
17. How Long – The Marcus King Band
18. Goodbye Carolina – The Marcus King Band
19. While My Guitar Gently Weeps – Eric Clapton, Peter Frampton
20. Space for the Papa – Jeff Beck
21. Big Block – Jeff Beck
22. Caroline, No – Jeff Beck
23. Cut Em Loose – Robert Randolph
24. Hold Back the River – James Bay
25. When We Were on Fire – James Bay
26. Mas y Mas – Los Lobos
27. Am I Wrong? – Keb' Mo'
28. Slow Dancing in a Burning Room – John Mayer
29. How Blue Can You Get? – Susan Tedeschi, Derek Trucks
30. Shame – Susan Tedeschi, Derek Trucks
31. Is Your Love Big Enough? – Lianne La Havas
32. I Say a Little Prayer – Lianne La Havas
33. Feed the Babies – Gary Clark Jr.
34. I Got My Eyes on You (Locked & Loaded) – Gary Clark Jr.
35. Pearl Cadillac – Gary Clark Jr.
36. Tonight the Bottle Let Me Down – Vince Gill, Albert Lee, Jerry Douglas
37. Tulsa Time – Vince Gill, Albert Lee, Jerry Douglas, Bradley Walker
38. Drifting Too Far From the Shore – Vince Gill, Albert Lee, Jerry Douglas, Bradley Walker
39. Badge – Eric Clapton
40. Layla – Eric Clapton, John Mayer, Doyle Bramhall II
41. Purple Rain – Eric Clapton, Ensemble
42. High Time We Went – Eric Clapton, Ensemble